# Avahi mooreorum
Avahi mooreorum  (лат.) — примат из семейства индриевых. Назван в честь фонда Гордона и Бетти Мур из Сан-Франциско.

## Описание
Шерсть серо-коричневая, на хвосте красноватая.

## Распространение
Встречается на северо-востоке Мадагаскара. 

## Статус популяции
Международный союз охраны природы присвоил этому виду охранный статус «В опасности».